# Bricquebec
Bricquebec település Franciaországban, Manche megyében. Lakosainak száma 4014 fő (2018. január 1.). Bricquebec Quettetot, Rocheville és Les Perques községekkel határos.

## Népesség
A település népességének változása:
| Lakosok száma | 2873 | 3063 | 3142 | 4363 | 4360 | 4248 | 4194 | 6101 | 4047 | 4014 |
|               | 1962 | 1968 | 1975 | 1990 | 1999 | 2008 | 2013 | 2016 | 2017 | 2018 |